# Qingpu

Qingpu

Qingpu (青浦区, Qīngpǔ Qū) ist ein Stadtbezirk im Westen der chinesischen regierungsunmittelbaren Stadt Shanghai. Er hat 1.271.424 Einwohner (Stand: Zensus 2020) auf einer Fläche von 667,8 Quadratkilometer. Die Bevölkerungsdichte beträgt 1.904 Einwohner pro Quadratkilometer.
Qingpu ist der westlichste Stadtbezirk Shanghais. Er grenzt an den Dianshan-See, das einzige Süßwasserreservoir Shanghais, und wird durchflossen vom Dianpu He und dem Wusong Jiang. In Qingpu wurden bei Ausgrabungen 2.000 Jahre alte Siedlungen gefunden. In Qingpu liegt auch Zhujiajiao, das „Venedig Shanghais“, ein beliebter touristischer Ausflugsort.
Im Stadtbezirk Qingpu befindet sich die Deutsche Schule Shanghai sowie aufgrund steuerlicher Vorzüge zahlreiche Fabriken und Geschäftsstellen ausländischer Unternehmen.
Weiter gibt es im Bezirk das Qingpu-Gefängnis, welches Insassen aus 40 ausländischen Nationen innehat.

## Administrative Gliederung
Qingpu setzt sich aus drei Straßenvierteln und acht Großgemeinden zusammen. Diese sind:
- Straßenviertel Xiayang (夏阳街道), Sitz der Stadtbezirksregierung;
- Straßenviertel Xianghuaqiao (香花桥街道);
- Straßenviertel Yingpu (盈浦街道);
- Großgemeinde Baihe (白鹤镇);
- Großgemeinde Chonggu (重固镇);
- Großgemeinde Huaxin (华新镇);
- Großgemeinde Jinze (金泽镇);
- Großgemeinde Liantang (练塘镇);
- Großgemeinde Xujing (徐泾镇);
- Großgemeinde Zhaoxiang (赵巷镇);
- Großgemeinde Zhujiajiao (朱家角镇).

## Persönlichkeiten
- Xu Zongze (1886–1947), römisch-katholischer Theologe aus dem Jesuitenorden und Forscher zur Geschichte des chinesischen Katholizismus